# Achlyodes
Achlyodes is een geslacht van vlinders van de familie dikkopjes (Hesperiidae), uit de onderfamilie Pyrginae.

## Soorten
- A. busirus (Stoll, 1782)
- A. munroei Bell, 1956
- A. pallida (Felder, 1869)
- A. thraso (Hübner, 1807)
- A. ulpianus (Poey, 1832)